# Station Simonstad

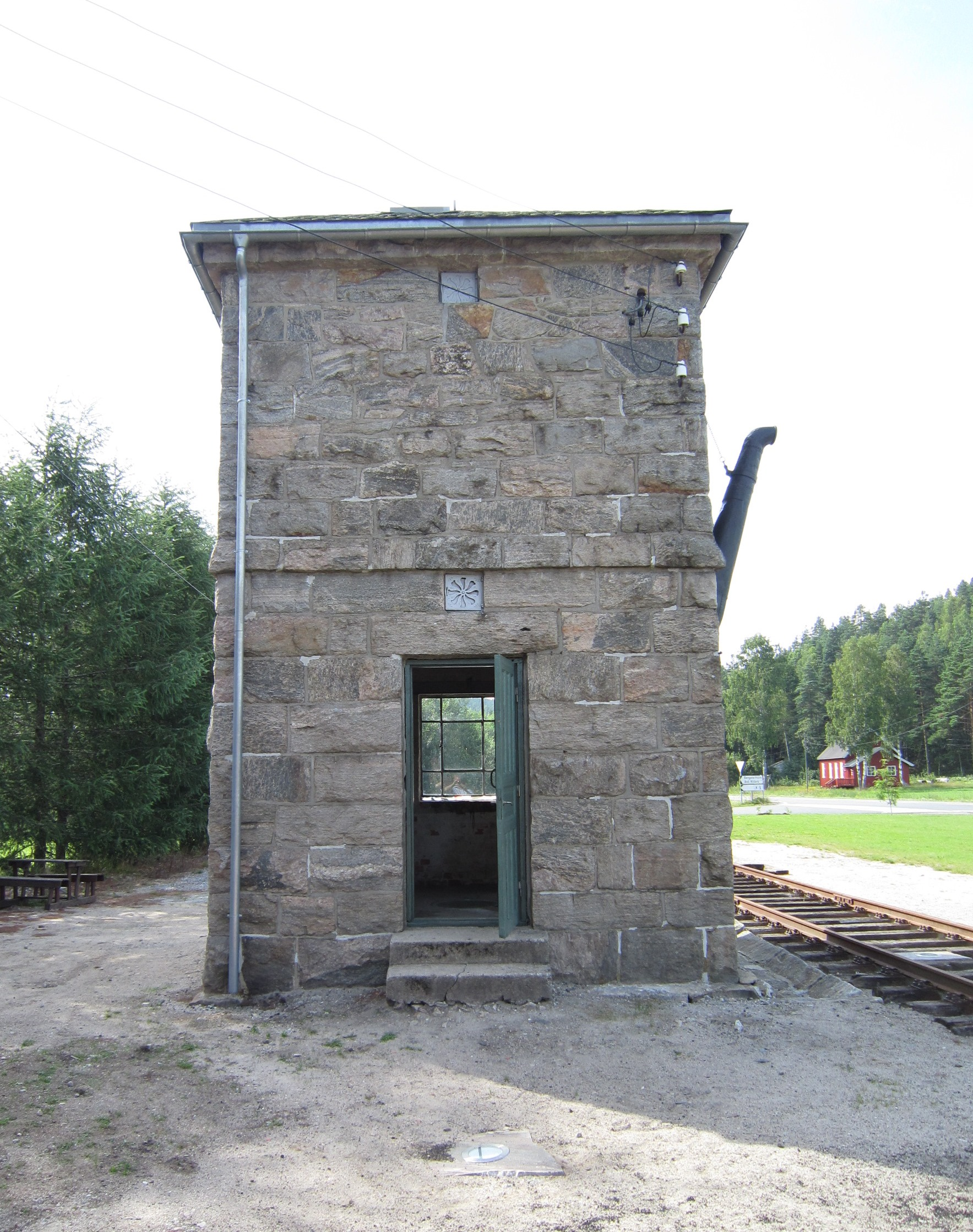
De watertoren

Station Simonstad is een spoorwegstation in het dorp Simonstad in de gemeente Åmli in het zuiden van Noorwegen. Het station is tegenwoordig het eindpunt van de spoorlijn Treungenbanen die niet meer wordt gebruikt voor personenvervoer. Oorspronkelijk liep die lijn door tot aan Treungen in Vestfold og Telemark. Simonstad is nog in gebruik voor goederenvervoer, vanaf het station is een zijspoor naar een houtbedrijf. Het stationsgebouw is verdwenen, maar de watertoren is gespaard gebleven. 